# Kontinuerlig destillation
Kontinuerlig destillation, oavbruten destillation, löpande destillation, är en destillationsmetod som inte kräver avbrott för att nya råvaror ska tillsättas. Detta kräver att kolonnen blir konstant matad med nya råvaror och att den färdiga produkten ständigt tappas ur. Motsatsen är satsvis destillation där man hela tiden måste börja om när man fått ut den produkt man söker.